# Josef Malý (generál)
Josef Malý (3. února 1893, Radlovice (okres Tachov) – 1. října 1941, Praha-Ruzyně) byl český voják, člen československých legií v Rusku a účastník odboje během druhé světové války, popravený nacisty. Od roku 2005 nese jeho jméno 41. mechanizovaný prapor Armády České republiky.

## Život
Narodil se v Radlovicích v bývalém okrese Stříbro. Vystudoval gymnázium v Praze na Smíchově a nastoupil na studium práv na Univerzitu Karlovu, před dokončením studií však byl kvůli vypuknutí první světové války mobilizován jako jednoroční dobrovolník k pěšímu pluku. Absolvoval výcvik pro důstojníky v záloze a jako velitel čety byl v lednu 1915 odeslán na srbskou frontu. Později byl převelen na východní frontu, kde byl v březnu 1915 při nasazení v Karpatech raněn. Znovu se vrátil do služby v srpnu, ale na konci září byl zajat Rusy. V zajateckém táboře v Jekatěrinburgu se v květnu 1916 přihlásil do československých legií a v červenci byl nasazen u Boryspilu. Od velitele čety se postupně vypracoval na velitele výzvědné roty, v září 1918 byl jmenován podporučíkem a v lednu 1920 kapitánem. Do Československa se vrátil v červenci 1920.
V červnu 1921 se stal velitelem Hradní stráže. Od listopadu 1924 studoval na válečné škole v Praze. Po ukončení studia byl přiřazen do skupiny důstojníků generálního štábu. Vystřídal několik dalších velitelských funkcí a postupně byl povýšen až na plukovníka. V září 1935 byl jako vojenský atašé vyslán do Bělehradu s akreditací pro Řecko a Albánii. Do Československa se vrátil v polovině roku 1938 a bylo mu svěřeno velení 48. pěšího pluku v Jaroměři.
Po vytvoření Protektorátu Čechy a Morava a rozpuštění československé armády se ihned zapojil do činnosti odbojové organizace Obrana národa. Po zatčení první skupiny jejích vedoucích představitelů se stal členem ústředního vedení. V červnu 1941 byl pro tuto činnost zatčen gestapem, stanným soudem odsouzen k trestu smrti a 1. října 1941 v jízdárně ruzyňských kasáren spolu s dalšími členy Obrany národa popraven zastřelením.

## Památka
V říjnu 1945 mu byl in memoriam udělen Československý válečný kříž 1939 a 19. února 1947 byl za své odbojové zásluhy prezidentem Benešem povýšen do hodnosti brigádního generála. V roce 2005 byl 41. mechanizovanému praporu české armády udělen čestný název "gen. Josefa Malého".